# Gmina Opovo
Gmina Opovo (serb. Opština Opovo / Општина Опово) – gmina w Serbii, w Wojwodinie, w okręgu południowobanackim. W 2018 roku liczyła 9717 mieszkańców.